# Chama Cha Mapinduzi
Chama Cha Mapinduzi (Swahili, deutsch Partei der Revolution) ist eine tansanische Partei.

## Geschichte

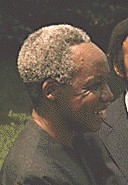
Der erste Parteivorsitzende Julius Nyerere

Nach der Unabhängigkeit Tanganyikas im Jahr 1961 bestimmten zwei Parteien das politische Geschehen im Land. Auf dem Festland Tanganyikas regierte die Tanganyika African National Union (TANU) und auf der autonomen Insel Sansibar die Afro-Shirazi Party (ASP). 1977 vereinigten sich die beiden Parteien zur Chama Cha Mapinduzi (CCM). Erster Parteivorsitzender wurde Julius Nyerere. Damals war die CCM als einzige legal erlaubt und damit Einheitspartei Tansanias. Am 1. Juli 1992 wurde von der Nationalversammlung die Bildung weiterer Parteien gesetzlich erlaubt.
Seit 2013 ist die Partei Vollmitglied der Sozialistischen Internationale.

## Ideologie
Ursprünglich galt Tansania als links orientierter Vorreiter des afrikanischen Sozialismus, besser bekannt als Ujamaa. Heute hat die CCM jedoch eher pragmatische Einstellungen. Ihre wichtigsten Ziele sind die Verbesserung von Sozialeinrichtungen, der Infrastruktur und der Sicherheit. Dies soll die Privatisierung und Modernisierung Tansanias vorantreiben:
- Gesteigerte Produktivität, die die Einnahmen des Landes verbessern würden
- Schaffung neuer Arbeitsplätze
- Anschaffung neuer und verbesserter Technologie
- Stärkere Ausbreitung eigener Waren auf dem nationalen und internationalen Markt
- Verbesserung und Stärkung des privaten Sektors

Auch die Außenpolitik beruht auf den überwiegend wirtschaftlichen und friedlichen Beziehungen zu den Nachbarländern.

## Wahlen
Die CCM hat alle Präsidentenwahlen wie auch alle Parlamentswahlen in Tansania und auf der autonomen Insel Sansibar für sich entscheiden können. Seit Einführung des Mehrparteiensystems ist vor allem auf Sansibar mit der Civic United Front (CUF) eine starke Opposition entstanden, die sich jedoch bei den Mehrparteienwahlen von 1995, 2000 und 2005 nicht durchsetzen konnte.
Bei der Neuwahl des Repräsentantenhauses Sansibars am 30. Oktober 2005 erhielt der CCM-Kandidat Amani Abeid Karume 53,18 Prozent der abgegebenen Stimmen. Außerdem gewann die CCM 30 der 50 Sitze des Repräsentantenhauses.
Bei den nationalen Präsidentschaftswahlen am 14. Dezember 2005 wurde der bisherige Außenminister Jakaya Kikwete mit 80,28 Prozent der Stimmen zum neuen Präsidenten Tansanias gewählt und die CCM gewann 206 der 232 Sitze im Parlament.
Im Oktober 2015 kam es erneut zu regulären Präsidentschaftswahlen in Tansania. Da der amtierende Präsident Jakaya Kikwete bereits die maximale Anzahl von zehn Amtsjahren erreicht hatte, musste ein neuer Kandidat bestimmt werden. Im Vorlauf der Wahl wurden fünf Kandidaten ernannt, von denen einer für die CCM antreten sollte. Unter diesen fünf Kandidaten befand sich der spätere Präsident John Magufuli, nicht jedoch der ehemalige Premierminister Edward Lowassa. Daraufhin verließ Lowassa die Partei und wechselte zur Oppositionspartei CHADEMA, die sich mit weiteren Parteien zu dem Oppositionsbündnis UKAWA zusammengeschlossen hatte. Erstmals in der Geschichte des Landes gab es einen richtigen Wahlkampf und ein knapperes Wahlergebnis. Die CCM und ihr Kandidat Magufuli konnten die Wahl dennoch abermals gewinnen. John Pombe Magufuli erhielt 58 % der Stimmen.

## Vorsitzende
Alle Parteivorsitzenden der CCM waren auch Präsidenten Tansanias. Parteigründer Julius Nyerere war von 1954 bis 1990 Parteivorsitzender, von 1962 bis 1964 Präsident Tanganyikas und von 1964 bis 1985 Präsident Tansanias. Sein Nachfolger Ali Hassan Mwinyi hatte das Amt des Parteivorsitzenden von 1990 bis 1996 inne und war von 1985 bis 1995 Präsident. Benjamin Mkapa war von 1996 bis 2006 Parteivorsitzender und von 1995 bis 2005 Präsident Tansanias. Von 2005 bis 2015 war Jakaya Kikwete Präsident Tansanias. Er hat 2006 schließlich auch das Amt des Parteivorsitzenden übernommen. Von November 2015 bis zu seinem Tode im März 2021 war John Magufuli Präsident. Danach übernahm die amtierende Vizepräsidenten Samia Suluhu Hassan sein Amt.